# Anetan (okręg wyborczy)
Anetan jest jednym z ośmiu okręgów wyborczych Nauru. Obejmuje dystrykty Anetan i Ewa. Z tego okręgu wybiera się 2 członków do parlamentu.
Obecnymi reprezentantami Anetanu (po wyborach z roku 2013) w Parlamencie Nauru są Cyril Buramen i Marcus Stephen. W przeszłości, okręg ten reprezentowali:
- Ruby Dediya[3],
- Roy Degoregore[4],
- Landon Deireragea[5],
- Paul Asa Diema[6],
- Vassal Gadoengin[7],
- Bucky Ika[8],
- Remy Namaduk[9],
- Lawrence Stephen[6].